# Coptosperma rhodesiacum
Coptosperma rhodesiacum là một loài thực vật có hoa trong họ Thiến thảo. Loài này được (Bremek.) Degreef mô tả khoa học đầu tiên năm 2001.